# Carl Lomb
Carl Lomb (* 24. März 1888 in Kabel bei Hagen; † 26. Januar 1967) war ein deutscher Politiker und Landtagsabgeordneter (DZP).

## Leben und Beruf
Nach der Volksschule besuchte Lomb ein Technikum. Er war beruflich als Bauführer tätig.
Lomb war Mitglied der Deutschen Zentrumspartei. Er war Bürgermeister in Walsum/Ndrh. und stellv. Landrat des Kreises Dinslaken. Ferner war er Gemeinderats- und Kreistagsmitglied.

### Abgeordneter
Vom 18. Januar 1954 bis 4. Juli 1954 war Lomb Mitglied des Landtags des Landes Nordrhein-Westfalen. 